# Zinnerova skupina
Zinnerova skupina (německy Zinner-Gruppe nebo též Zinnergruppe) byla frakce československých německých sociálních demokratů v exilu, která se rozešla s Wenzelem Jakschem a podporovala exilovou vládu Edvarda Beneše.

## Situace v DSAP na konci 30. let
DSAP byla německou aktivistickou stranou, která byla loajální k ČSR a byla ochotna ji aktivně bránit před nacismem. V rámci této strany se v roce 1938 dostalo k moci křídlo, které požadovalo modernizaci její politiky a větší důraz na národnostní požadavky. Část strany s příklonem k nacionalismu nesouhlasila.

## Činnost v exilu
Po Mnichovu byli němečtí sociální demokraté v Sudetech pronásledování nacistickým režimem. Jen malé části z nich (asi  5000) podařilo odejít do exilu. Většina z nich se přidala k Wenzelu Jakschovi a jeho exilové organizaci Treugemeinschaft sudetendeutscher Sozialdemokraten. Malá část okolo Josefa Zinnera, nazývaná Zinnerova skupina, se postavila na stranu Edvarda Beneše. Zinnerova skupina bezvýhradně spolupracovala s čs. exilovou vládou. Díky její loajalitě a aktivní účasti na odboji se členové Zinnerovy skupiny mohli po druhé světové válce vrátit do Československa a nebyla na ně vztahována protiněmecká opatření.

## Po druhé světové válce
Po druhé světové válce se členové Zinnerovy skupiny vrátili do Československa, část z nich ale po únoru 1948 odešla do západního Německa. Tam se stali kritiky sudetoněmecké sociálně demokratické organizace Seliger-Gemeinde a Sudetoněmeckého krajanského sdružení, které kritizovali pro nacionalismus a spolupráci demokratů s bývalými henleinovci a nacisty.[zdroj?] Se svými názory stáli v sudetoněmecké komunitě na okraji.